# Пфайфер, Жаклин
Жаклин Пфайфер (нем. Jacqueline Pfeifer; в девичестве — Лёллинг (нем. Lölling), род. 6 февраля 1995, Вейденау, Северный Рейн-Вестфалия) — немецкая скелетонистка, трёхкратная чемпионка мира, трёхкратная обладательница Кубка мира, серебряный призёр Олимпийских игр 2018 года в Пхёнчхане.
На Олимпийских играх 2022 года заняла восьмое место.

## Спортивная карьера
| Соревнование/Сезон           | 2011/12 | 2013/14 | 2014/15 |
| ---------------------------- | ------- | ------- | ------- |
| Чемпионат мира               |         |         | 2       |
| Юношеские олимпийские игры   | 1       |         |         |
| Чемпионат мира среди юниоров | 3       | 1       | 1       |